# Golfinho-de-fraser
O golfinho-de-fraser (Lagenodelphis hosei) é um cetáceo da família dos delfinídeos encontrado em águas tropicais dos oceanos Pacífico, Atlântico e Índico.